# کلیسای سارگیس مقدس، لندن
کلیسای سارگیس مقدس، لندن (ارمنی: Սուրբ Սարգիս եկեղեցի؛ انگلیسی: St. Sarkis Church (London)) یک کلیسا متعلق به کلیسای حواری ارمنی (اسقف‌نشین کلیسای ارمنی بریتانیا Diocese of the Armenian Church of Great Britain) واقع در شهر لندن، در انگلستان، بریتانیا می‌باشد. ساخت و ساز این ساختمان در سال ۱۹۲۲–۱۹۲۳ میلادی؛ به پایان رسید. این بنا به سبک معماری ارمنی طراحی شده‌است.